# Vagnas
Vagnas település Franciaországban, Ardèche megyében. Lakosainak száma 628 fő (2022. január 1.). Vagnas Bessas, Grospierres, Labastide-de-Virac, Salavas és Barjac községekkel határos.

## Népesség
A település népessége az elmúlt években az alábbi módon változott:
| Lakosok száma | 298  | 412  | 430  | 515  | 539  | 542  | 544  | 562  | 603  | 628  |
|               | 1968 | 1982 | 1999 | 2006 | 2011 | 2015 | 2017 | 2018 | 2020 | 2022 |